# Nébuleuse Stingray
Pour les articles homonymes, voir Stingray.
La nébuleuse Stingray (stingray = « pastenague » en anglais), aussi désignée Hen 3-1357, serait la plus jeune nébuleuse planétaire connue[source insuffisante]. La nébuleuse est située dans la constellation de l'Autel, et est située à 18 000 années-lumière de nous. Bien que ce ne représente que 130 fois la taille de notre système solaire, la nébuleuse Stingray fait seulement environ 1/10e de la taille de la plupart des autres nébuleuses planétaires connues. Il y a 40 ans, c'était toujours une protonébuleuse planétaire dans lequel le gaz n'était toujours pas devenu chaud et ionisé.